# BVI Bundesverband Investment und Asset Management
Der BVI Bundesverband Investment und Asset Management e. V. (kurz BVI) ist ein 1970 gegründeter Verband von Investmentgesellschaften. Seine 116 Mitglieder verwalten mehr als 4 Billionen Euro in Publikumsfonds, Spezialfonds und Vermögensverwaltungsmandaten. Der BVI vertritt die Interessen der deutschen Fondsbranche auf nationaler und internationaler Ebene. Der deutsche Fondsverband BVI ist der Ansprechpartner für Politik und Aufsicht bei allen Themen rund um das Kapitalanlagegesetzbuch.

## Geschichte
Der BVI wurde am 25. März 1970 von sieben Investmentgesellschaften unter dem Namen Bundesverband Deutscher Investment-Gesellschaften in Frankfurt am Main gegründet. Im Oktober 2002 hat sich der BVI umbenannt in BVI Bundesverband Investment und Asset Management e. V. 
Der BVI hat drei Standorte in Berlin, Brüssel und Frankfurt am Main.

## Ziele und Mitglieder
Der BVI hat 116 Vollmitglieder. Vollmitglied beim BVI können alle Kapitalverwaltungsgesellschaften sowie ausländische Vermögensverwalter und Fondsanbieter mit Bezug zum deutschen Markt werden. Details hierzu bestimmt die Satzung des BVI. Vollmitglieder können in den Ausschüssen des BVI aktiv an Lösungen für aktuelle branchenrelevante Themen mitwirken. Sie erhalten laufend Informationen aus dem rechtlichen sowie politischen Umfeld des BVI und umfangreiche statistische Daten. Außerdem werden im Hause des BVI Seminare angeboten. Die Inhalte reichen von der Vermittlung der Grundlagen über Investmentfonds bis hin zu den Details rechtlicher Veränderungen.
Die BVI Investmentstatistik sowie zahlreiche andere statistische Erhebungen geben eine umfassende Übersicht des deutschen Investmentmarktes.
Unternehmen und Privatpersonen, die nicht ordentliches Mitglied werden können, steht die Informationsmitgliedschaft offen. Diese Möglichkeit haben unter anderem Kreditinstitute, Wirtschaftsprüfungsgesellschaften, Anwaltssozietäten und IT-Dienstleister, auch Unternehmen mit Sitz im Ausland.
Der BVI ist Mitglied im internationalen Fondsverband IIFA.
Mit der Initiative Hoch im Kurs setzt sich der BVI für die finanzielle Bildung in Schulen ein. Das Schülerprojekt Finanzexperten in den Schulen ermöglicht es Lehrern, Experten aus dem BVI und seinen Mitgliedsgesellschaften in den Unterricht zu holen.
Zur Berechnung der Wertentwicklung eines Investmentfonds hat der BVI die BVI-Methode entwickelt.

## Ombudsstelle für Investmentfonds
Bei Meinungsverschiedenheiten mit einer Fondsgesellschaft können sich Verbraucher kostenlos an die vom BVI eingerichtete Ombudsstelle für Investmentfonds wenden. Streitigkeiten werden hier von einem unabhängigen neutralen Schlichter außergerichtlich geklärt. Die Ombudsstelle ist zuständig für Streitigkeiten in Zusammenhang mit dem Kapitalanlagegesetzbuch und zu weiteren Geschäftsfeldern bzw. Dienstleistungen von Fondsgesellschaften (z. B. Depotführung, Altersvorsorge-Verträge).

## Organe
Die Organe des BVI sind die Geschäftsführung, der Vorstand, die Ausschüsse und die Mitgliederversammlung.
Die Geschäftsführung leitet die Geschäftsstelle. Sie ist hauptamtlich tätig. Hauptgeschäftsführer des BVI ist Thomas Richter, Geschäftsführer ist Rudolf Siebel.
Der Vorstand des BVI bestimmt die Grundsätze der Verbandspolitik im Rahmen der Beschlüsse der Mitgliederversammlung und vertritt ihn gerichtlich und außergerichtlich. Der Vorstand wählt aus seiner Mitte den Präsidenten. Über die jeweils aktuelle Zusammensetzung des Vorstandes informiert der BVI auf seiner Homepage.
Die von der Mitgliederversammlung eingesetzten Ausschüsse behandeln spezifische Fachthemen. Jeder Ausschuss erarbeitet Branchenpositionen auf dem jeweiligen Aufgabengebiet. Die Ausschüsse bilden Arbeitskreise. Diese erarbeiten Lösungen für detaillierte Fragen.
Das oberste Organ des BVI ist gemäß der Satzung die Mitgliederversammlung. Sie genehmigt das Verbandsbudget und wählt den Vorstand. Darüber hinaus ruft die Mitgliederversammlung Ausschüsse ins Leben und entscheidet über die Aufnahme neuer Mitglieder.